# Тернівський парк
Терні́вський парк — парк-пам'ятка садово-паркового мистецтва місцевого значення в Україні. Розташований у межах Роменського району Сумської області, на північно-західній околиці с-ща Терни, на правому корінному березі річки Терн. 
Площа 22 га. Оголошено територією природно-заповідного фонду 22 грудня 1970 року. Перебуває у віданні Недригайлівської селищної ради. 
У складі насаджень близько 20 видів дерев та чагарників. Парк закладений в середині XIX ст. родиною князів Щербатових, у власності яких був розташований поряд цукровий завод.